# Canal Rugby Club
Pour les articles homonymes, voir CRC.
Canal Rugby Club (CRC) est une émission de télévision française diffusée sur Canal+ depuis le 1er novembre 2015 et présentée par Isabelle Ithurburu puis par Astrid Bard à partir de 2023. Elle est accompagnée de Guilhem Garrigues et des consultants rugby de la chaîne.
Elle présente les résumés des matchs du championnat de France de rugby à XV.

## Histoire
Le Canal Rugby Club rejoint la grille de programme de Canal+ en 2015, juste après la Coupe du monde de rugby 2015. Elle est inspirée du Canal Football Club, émission consacrée chaque dimanche au championnat de France de football et qui est diffusée juste après le Canal Rugby Club. Sébastien Chabal rejoint les équipes de Canal+ en 2015 pour présenter l'émission aux côtés d'Isabelle Ithurburu, alors qu'ils sont accompagnés par Philippe Guillard.
C'est la première fois que Canal+ diffuse une émission en clair consacrée au rugby.
Elle présente des résumés des matchs de la journée de Top 14, analysés et décryptés par Sébastien Chabal, Philippe Guillard, et par l'invité. Philippe Guillard, alias La Guille, présente plusieurs pastilles d'humour au cours de l'émission. En 2016, le contrat de Philippe Guillard avec Canal+ se termine et n'est pas renouvelé. Il est remplacé par les consultants rugby de la chaîne présents en alternance.
À partir de janvier 2017, l'émission change de formule à la suite du changement d'heure du match du dimanche de Top 14, voulu par le nouveau président de la Fédération française de rugby Bernard Laporte, de 16 h 15 à 16 h 45 (puis 17 h en février), elle est alors diffusée en deux parties,. La première partie, avant le match, avec Isabelle Ithurburu et Sébastien Chabal, est diffusée en crypté et propose des reportages et l'avant-match de l'affiche du dimanche. La deuxième partie, diffusée en clair, présente elle des reportages inside, des séquences décalées et les analyses des consultants du weekend de Top 14. En 2017-2018, le CRC revient avec la même formule pour une troisième saison autour du match désormais diffusé à 16 h 50.
À partir de septembre 2020, la programmation des rencontres du Top 14 change et le Canal Rugby Club est alors diffusé en clair le dimanche entre 20 h 10 et 21 h, suivi d'une rencontre de Top 14 diffusée en première partie de soirée sur Canal+. En février 2021, après le retour de l'intégralité de la Ligue 1 sur les antennes de Canal+, le Canal Rugby Club change de case horaire et est diffusé en clair le samedi entre 19 h 55 et 21 h, suivi d'une rencontre de Top 14.
En 2021, Canal+ arrête de diffuser la Ligue 1 et programme alors deux matchs de Top 14 en prime time le samedi et dimanche soir. Le Canal Rugby Club est alors également diffusé en bi-hebdomadaire pour encadrer les deux rencontres.
En 2023, Isabelle Ithurburu quitte Canal+ pour TF1. Elle est remplacée par Astrid Bard à la présentation du Canal Rugby Club. Sébastien Chabal n'intervient plus que dans l'émission du dimanche tandis que Guilhem Garrigues continue de co-présenter l'émission, en plateau le samedi et en direct du stade du match du soir le dimanche.

### Équipe
| Présentateur        | Saison 1 | Saison 2 | Saison 3 | Saison 4 | Saison 5 | Saison 6 | Saison 7 | Saison 8 | Saison 9 | Saison 10 |
| ------------------- | -------- | -------- | -------- | -------- | -------- | -------- | -------- | -------- | -------- | --------- |
| Isabelle Ithurburu  |          |          |          |          |          |          |          |          |          |           |
| Astrid Bard         |          |          |          | Joker    |          | Joker    |          |          |          |           |
| Equipe              | Saison 1 | Saison 2 | Saison 3 | Saison 4 | Saison 5 | Saison 6 | Saison 7 | Saison 8 | Saison 9 | Saison 10 |
| Sébastien Chabal    |          |          |          |          |          |          |          |          |          |           |
| Guilhem Garrigues   |          |          |          |          |          |          |          |          |          |           |
| Philippe Guillard   |          |          |          |          |          |          |          |          |          |           |
| Marc Lièvremont     |          |          |          |          |          |          |          |          |          |           |
| Thomas Lombard      |          |          |          |          |          |          |          |          |          |           |
| Cédric Heymans      |          |          |          |          |          |          |          |          |          |           |
| Imanol Harinordoquy | ♦        |          |          |          |          |          |          |          |          |           |
| Vincent Clerc       | ♦        |          |          |          |          |          |          |          |          |           |
| Frédéric Michalak   | ♦        |          | ♦        |          |          |          |          |          |          |           |
| Thierry Dusautoir   |          |          |          |          |          |          |          |          |          |           |
| Marie-Alice Yahé    |          |          |          |          |          |          |          |          |          |           |
| Xavier Garbajosa    |          |          |          |          |          |          |          |          |          |           |
| Richard Dourthe     |          |          |          |          |          |          |          |          |          |           |
| Mathieu Blin        |          |          |          |          |          |          |          |          |          |           |
| Jérôme Thion        |          |          |          |          |          |          |          |          |          |           |
| Marjorie Mayans     |          |          |          |          |          |          |          |          |          |           |
| Juan Imhoff         |          |          |          |          |          |          |          |          |          |           |

Légende :
- Présent à chaque émission
- Régulièrement
- Occasionnellement
- Ne participe pas à la saison
- ♦Invité lors d'une émission

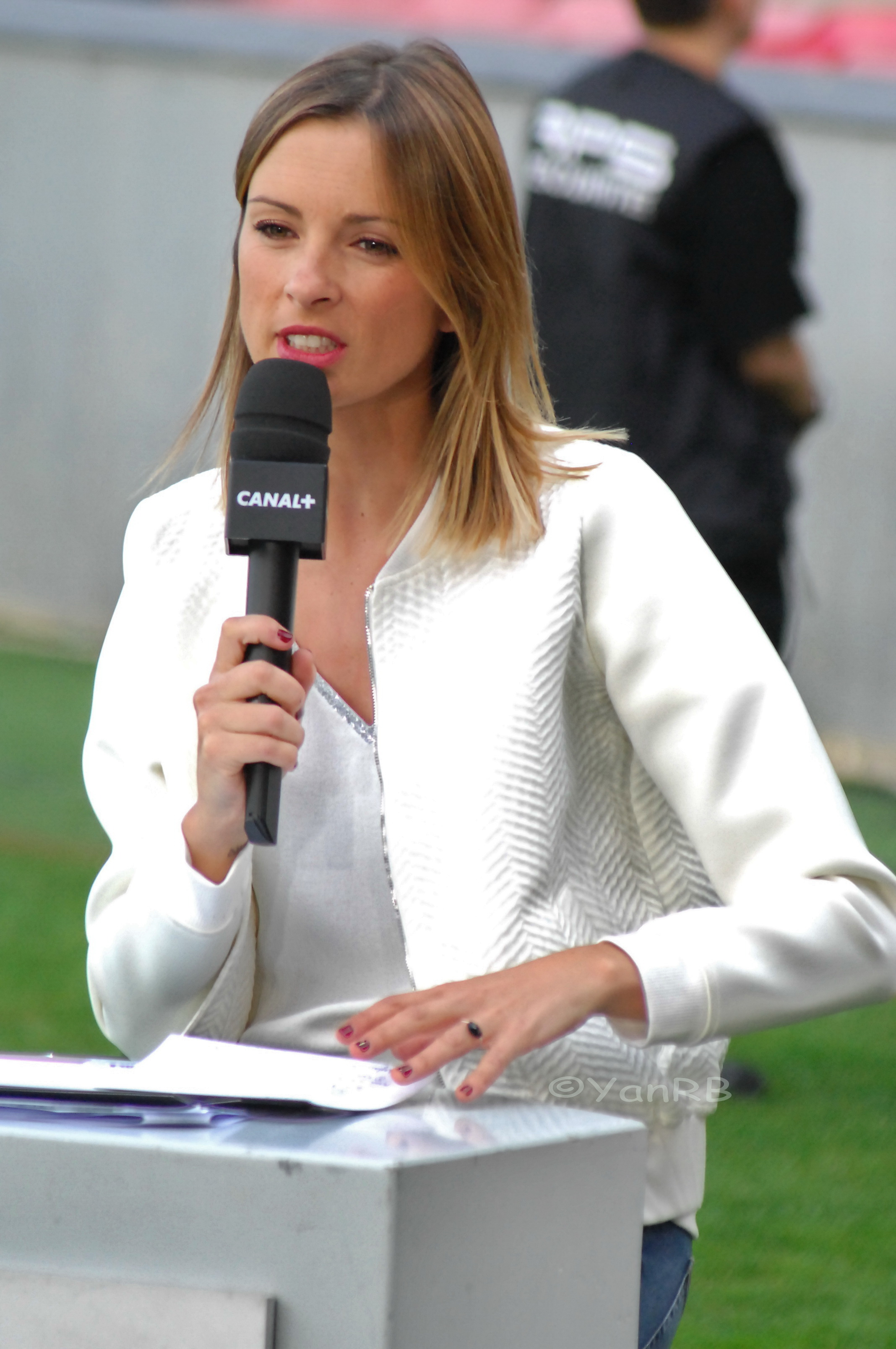
Isabelle Ithurburu
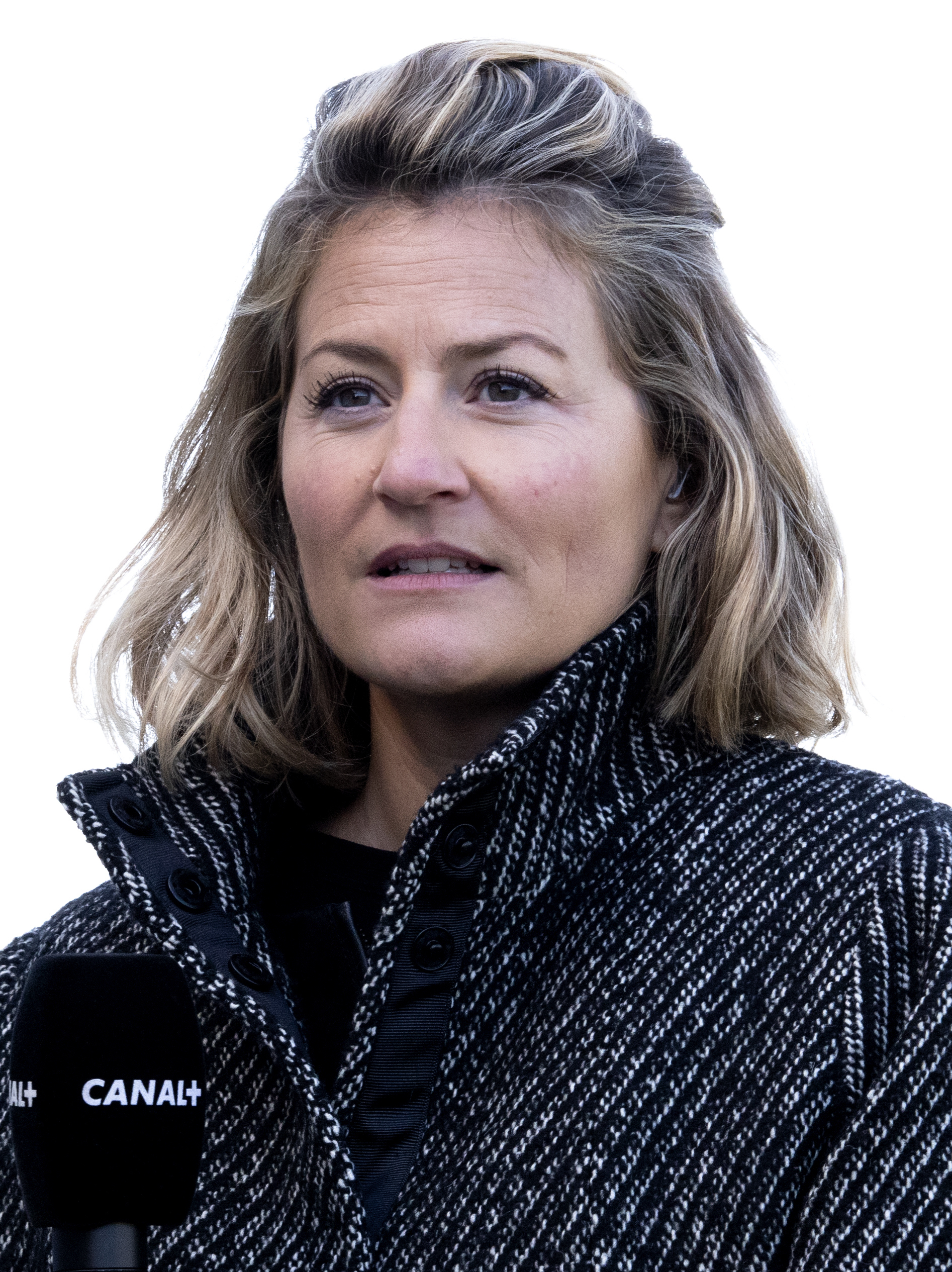
Astrid Bard
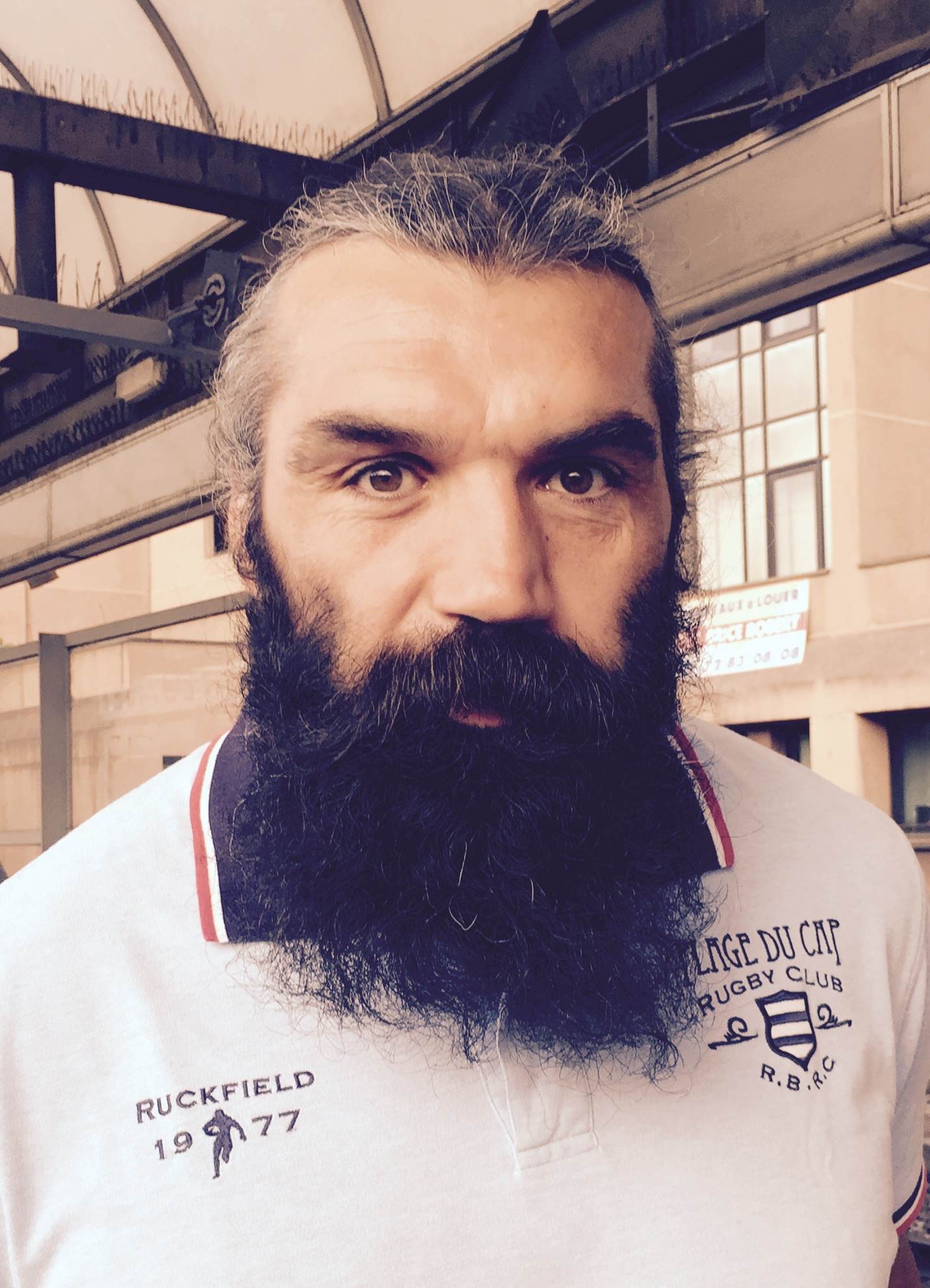
Sébastien Chabal
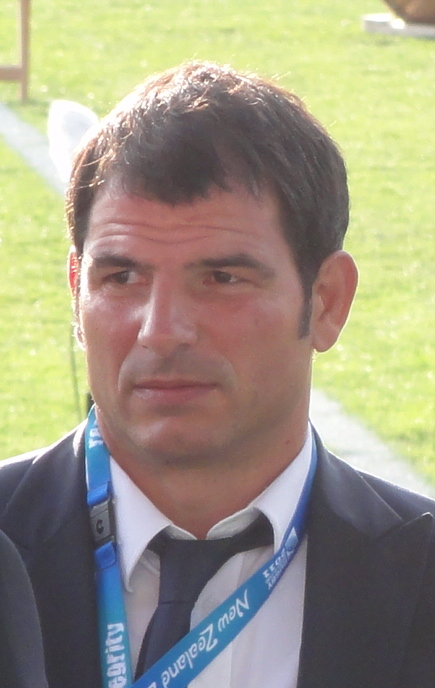
Marc Lièvremont
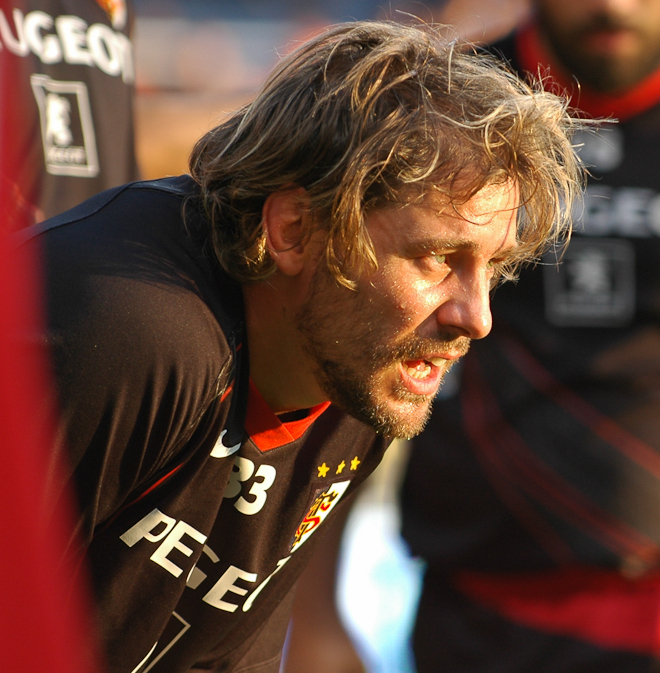
Cédric Heymans
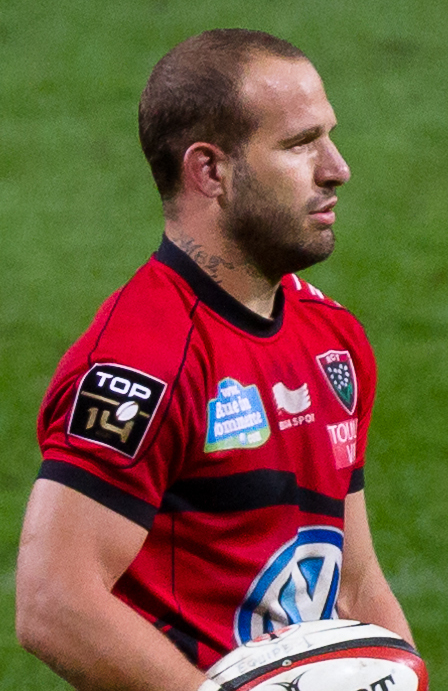
Frédéric Michalak
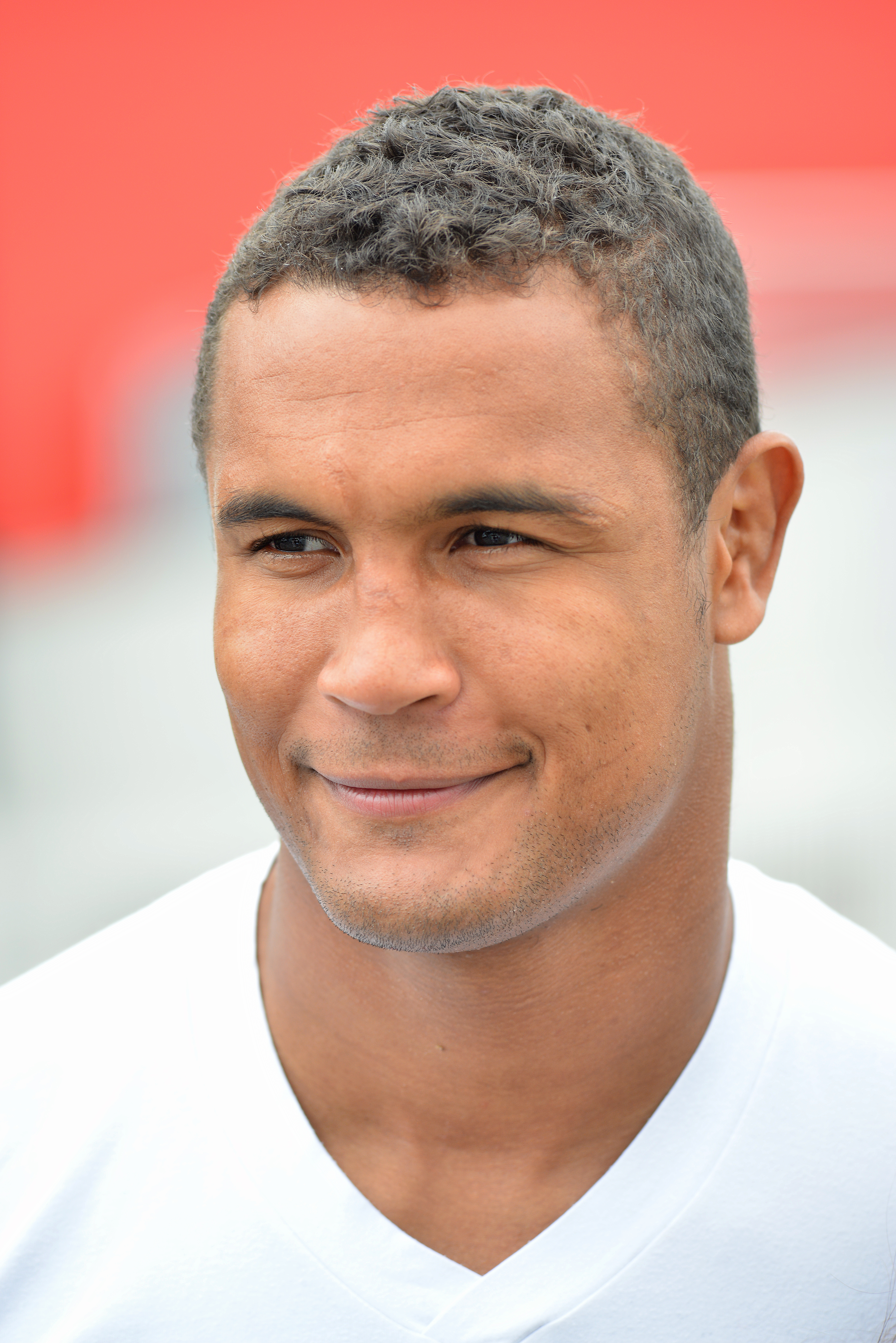
Thierry Dusautoir

## Saisons

### Première saison: 2015-2016
À partir de novembre 2015, l'émission est diffusée le dimanche à 18 h 15 en clair, en public et en direct, juste après la fin du match diffusé à 16 h 15 sur la chaîne cryptée.
D'autres consultants de Canal+ rejoignent l'équipe habituelle lors des week-end de Six Nations : Thomas Lombard est présent le 7 février 2016 et le 13 mars 2016, Marc Lièvremont le 14 février 2016 et le 20 mars 2016.
Les émissions du 17 avril 2016 et 1er mai 2016 sont exceptionnellement plus courtes, elles n'accueillent aucun invité, et Marc Lièvremont est présent à la place de Philippe Guillard. Lors de la dernière journée du championnat, le 5 juin 2016, le CRC est diffusé avant l'ensemble des matchs, de 19h45 à 20h40 puis après, de 22h40 à 23h20, sans accueillir d'invité.
Les invités de cette première saison sont :

### Deuxième saison: 2016-2017
En août 2016, Canal+ annonce qu'Imanol Harinordoquy intègre l'équipe de l'émission pour cette nouvelle saison. En septembre 2016, Philippe Guillard annonce que son contrat avec Canal+ est terminé et que la chaîne n'a pas souhaité le renouveler. L'émission est toujours diffusée le dimanche à 18 h 15 en clair et en direct, juste après la fin du match diffusé à 16 h 15 sur la même chaîne. La première de la saison a lieu le 28 août 2016. Isabelle Ithurburu et Sébastien Chabal sont accompagnés chaque dimanche d'un autre consultant rugby de la chaîne parmi Marc Lièvremont, Imanol Harinordoquy, Cédric Heymans et Thomas Lombard.
Comme lors de la saison précédente, l'émission est plus courte à plusieurs reprises, laissant la place à Formula One, le magazine de la F1 à partir de 18 h 50. Elle n'accueille alors pas d'invité. Le 13 novembre 2016, en raison de la trêve internationale en Ligue 1 et de la diffusion du Grand Prix du Brésil sur Canal+, l'émission est programmé à la mi-temps et après le match diffusé le dimanche soir à 21h entre le RC Toulon et le Stade français.
À partir de janvier 2017, l'émission change de formule. Elle est alors diffusée en deux parties, encadrant le match du dimanche de Top 14, qui est décalé de 16 h 15 à 16 h 45 en janvier, puis 17 h à partir de février.
Lors de la dernière journée du championnat, le 6 mai 2017, le CRC est diffusé avant l'ensemble des matchs, de 20 h 10 à 20 h 40 puis après, de 22 h 40 à 23 h 20. Isabelle Ithurburu et Sébastien Chabal sont alors accompagnés de Marc Lièvremont et Guilhem Garrigues, présentateur du multiplex des matchs. Lors des deux dernières émissions de la saison, le CRC retrouve son horaire initiale (18 h 15) pour débriefer les matchs de barrages et les demi-finales. Isabelle Ithurburu et Sébastien Chabal sont rejoints par Cédric Heymans et Thomas Lombard le 21 mai 2017 et par Imanol Harinordoquy et Cédric Heymans le 28 mai 2017.

### Troisième saison: 2017-2018
La première de la saison a lieu le 27 août 2017. L'émission est toujours diffusée le dimanche en deux parties, encadrant le match de Top 14 diffusé à partir 16 h 50, et Isabelle Ithurburu et Sébastien Chabal sont toujours accompagnés d'un autre consultant rugby de la chaîne.
Le 24 septembre 2017, Sébastien Chabal est absent pour la première fois de l'émission pour accompagner les dirigeants de la Fédération française de rugby à Londres lors de leur grand oral devant World Rugby pour défendre la candidature de la France à l'organisation de la Coupe du monde de rugby à XV 2023. Il est alors remplacé par Thomas Lombard.
Le 18 mars 2018, Marc Lièvremont est le seul consultant présent sur le plateau. Il remplace Sébastien Chabal et Thomas Lombard, bloqués à Cardiff par la neige[réf. souhaitée].

### Quatrième saison: 2018-2019
En 2018, Imanol Harinordoquy quitte Canal+ tandis que Vincent Clerc et Frédéric Michalak rejoignent eux l'équipe des consultants de la chaîne.
La première de la saison a lieu le 2 septembre 2018 lors de la deuxième journée de Top 14. Astrid Bard anime l'émission en début de saison jusqu'au retour de congé maternité d'Isabelle Ithurburu. Le 27 janvier 2019, Sébastien Chabal n'est pas présent dans l'émission pour participer au spectacle des Enfoirés à Bordeaux.
Le 24 mars 2019, le CRC invite des abonnés de Canal+ à venir s'asseoir autour de la table et interroger directement les consultants de la chaîne sur l'actualité du rugby. Ils évoquent différents thèmes : le XV de France à six mois de la Coupe du monde au Japon, l’intégration des jeunes joueurs français ainsi que la santé et la sécurité des joueurs.

### Cinquième saison: 2019-2020
En 2019, Vincent Clerc quitte Canal+ pour couvrir la Coupe du monde sur TF1 puis les matches du XV de France sur France Télévisions.
La première de la saison a lieu le 25 août 2019 lors de la première journée de Top 14. Après le départ de Thomas Lombard de Canal+ en octobre, Marc Lièvremont devient le commentateur des principales affiches de Top 14 et participe alors moins régulièrement au Canal Rugby Club.
Le 26 janvier 2020, Thierry Dusautoir rejoint l'équipe des consultants rugby de Canal+ et du Canal Rugby Club.
L'émission n'est plus diffusée après l'arrêt du Top 14 à cause de la pandémie de Covid-19 en France. Elle reprend le 17 mai 2020 en direct et sans public. Isabelle Ithurburu est accompagnée pour l'occasion de Sébastien Chabal, Marc Lièvremont, Frédéric Michalak et Éric Bayle en plateau et de Thierry Dusautoir en duplex de Toulouse. L'émission est alors diffusée une semaine sur deux de 19 h à 19 h 50 en alternance avec le Canal Sports Club.

### Sixième saison: 2020-2021
La sixième saison est marquée par un changement de programmation. Après la perte de la diffusion des affiches de Ligue 1 du dimanche soir, Canal+ décide de diffuser le Top 14 à cette horaire. Le Canal Rugby Club échange alors aussi son horaire avec le Canal Football Club et est diffusé le dimanche entre 20 h 10 et 21 h. Isabelle Ithurburu et son équipe reprennent l'antenne à la mi-temps et après la rencontre diffusée à 21 h.
La première de la saison a lieu le 6 septembre 2020 lors de la première journée de Top 14.
Le 1er novembre 2020, Isabelle Ithurburu est absente et remplacée par la journaliste Astrid Bard.
Le 7 février 2021, le CRC est exceptionnellement diffusée de 13 h 45 et 14 h 15 laissant sa case habituelle au Canal Football Club pour encadrer le classico Olympique de Marseille - Paris Saint-Germain.
À partir du 13 février 2021, le Canal Rugby Club est diffusé le samedi à partir de 19 h 55, toujours en encadrant la meilleure affiche de Top 14 diffusée sur Canal+ à 21 h. Marie-Alice Yahé, déjà consultante sur les antennes du groupe Canal+, intègre alors l'équipe.
Le 17 avril 2021, Isabelle Ithurburu est de nouveau absente et remplacée par Astrid Bard.

### Septième saison: 2021-2022
À partir de septembre 2021, l'émission devient bi-hebdomadaire en étant diffusée le samedi et le dimanche soir. Les deux éditions encadrent une affiche de Top 14 diffusée sur Canal+. Xavier Garbajosa rejoint l'équipe de consultant de Canal+ et participe régulièrement à l'émission.
La première de la saison a lieu le 4 septembre 2021 lors de la première journée de Top 14.
Le 5 décembre 2021 et le 27 mars 2022, l'émission est exceptionnellement diffusée sur Canal+ Décalé pour laisser place à la fin de la diffusion du Grand Prix automobile d'Arabie saoudite 2021 et 2022 sur Canal+.
Le 26 décembre 2021, Sébastien Chabal et Isabelle Ithurburu sont absents et remplacés par Xavier Garbajosa et Guilhem Garrigues, lui-même remplacé par Jean-Baptiste Esculié autour de la table.

### Huitième saison: 2022-2023
Xavier Garbajosa quitte l'équipe des consultants pour entraîner le Lyon olympique universitaire rugby.
La première de la saison a lieu le 3 septembre 2022 lors de la première journée de Top 14.
Richard Dourthe, déjà consultant sur les chaînes du groupe, rejoint l'équipe du Canal Rugby Club. Le 1er octobre, Mathieu Blin participe pour la première fois à l'émission en remplaçant au pied levé Sébastien Chabal.
En mai 2023, Jérôme Thion rejoint l'équipe des consultants de l'émission pour les week-ends des demi-finales et de la finale de Pro D2.

### Neuvième saison: 2023-2024
Isabelle Ithurburu, présentatrice depuis la première saison, quitte Canal+ pour rejoindre TF1. Elle est remplacée par Astrid Bard, présentatrice du Canal Sports Club depuis 2021.
La première de la saison a lieu le 19 août 2023 lors de la première journée de Top 14. L'émission s'arrête durant la trêve du Top 14 pour la Coupe du monde 2023 du 8 septembre au 28 octobre 2023.

### Dixième saison: 2024-2025
La première de la saison a lieu le 7 septembre 2024 lors de la première journée de Top 14.

## Audiences

### Saison 1
| Date              | Participants                                           | Invité(s)                                                                                      | Audience moyenne          | Audience moyenne | Références       |
| Date              | Participants                                           | Invité(s)                                                                                      | Nombre de téléspectateurs | PDM              | Références       |
| ----------------- | ------------------------------------------------------ | ---------------------------------------------------------------------------------------------- | ------------------------- | ---------------- | ---------------- |
| 1er novembre 2015 | Sébastien Chabal et Philippe Guillard                  | Frédéric Michalak                                                                              | 623 000                   | 3,5 %            | [ 18 ]           |
| 8 novembre 2015   | Sébastien Chabal et Philippe Guillard                  | Imanol Harinordoquy                                                                            | 652 000                   | -                | [ 19 ]           |
| 29 novembre 2015  | Sébastien Chabal et Philippe Guillard                  | Aurélien Rougerie                                                                              | 524 000                   | 2,8 %            | [ 20 ]           |
| 6 décembre 2015   | Sébastien Chabal et Philippe Guillard                  | Dan Carter                                                                                     | 668 000                   | 3,7 %            | [ 21 ]           |
| 3 janvier 2016    | Sébastien Chabal et Philippe Guillard                  | Yoann Huget                                                                                    | -                         | -                | [réf. souhaitée] |
| 31 janvier 2016   | Sébastien Chabal et Philippe Guillard                  | Yannick Nyanga                                                                                 | 684 000                   | 4,0 %            | [ 22 ]           |
| 7 février 2016    | Sébastien Chabal, Philippe Guillard et Thomas Lombard  | Pascal Papé                                                                                    | -                         | -                | [réf. souhaitée] |
| 14 février 2016   | Sébastien Chabal, Philippe Guillard et Marc Lièvremont | Fabien Pelous                                                                                  | -                         | -                | [réf. souhaitée] |
| 21 février 2016   | Sébastien Chabal, Philippe Guillard                    | Julien Dupuy                                                                                   | -                         | -                | [réf. souhaitée] |
| 28 février 2016   | Sébastien Chabal, Philippe Guillard                    | Scott Spedding                                                                                 | -                         | -                | [réf. souhaitée] |
| 6 mars 2016       | Sébastien Chabal, Philippe Guillard                    | Conrad Smith                                                                                   | -                         | -                | [réf. souhaitée] |
| 13 mars 2016      | Sébastien Chabal, Philippe Guillard et Thomas Lombard  | Emile Ntamack                                                                                  | -                         | -                | [réf. souhaitée] |
| 20 mars 2016      | Sébastien Chabal, Philippe Guillard et Marc Lièvremont | Yoann Huget                                                                                    | -                         | -                | [réf. souhaitée] |
| 27 mars 2016      | Sébastien Chabal et Philippe Guillard                  | Maxime Machenaud                                                                               | -                         | -                | [réf. souhaitée] |
| 3 avril 2016      | Sébastien Chabal et Philippe Guillard                  | Christophe Urios                                                                               | -                         | -                | [réf. souhaitée] |
| 17 avril 2016     | Sébastien Chabal et Marc Lièvremont                    | -                                                                                              | -                         | -                | [réf. souhaitée] |
| 1er mai 2016      | Sébastien Chabal et Marc Lièvremont                    | -                                                                                              | 490 000                   | 3,4 %            | [ 23 ]           |
| 8 mai 2016        | Sébastien Chabal et Philippe Guillard                  | Wesley Fofana                                                                                  | 363 000                   | 2,7 %            | [ 24 ]           |
| 22 mai 2016       | Sébastien Chabal et Philippe Guillard                  | Benjamin Fall, Teddy Riner                                                                     | -                         | -                | [réf. souhaitée] |
| 29 mai 2016       | Sébastien Chabal et Philippe Guillard                  | Brice Dulin                                                                                    | 328 000                   | 1,5 %            | [ 25 ]           |
| 5 juin 2016       | Sébastien Chabal et Philippe Guillard                  | -                                                                                              | 288 000                   | 1,5 %            | [ 26 ]           |
| 12 juin 2016      | Sébastien Chabal et Philippe Guillard                  | Henry Chavancy                                                                                 | 377 000                   | 2,4 %            | [ 27 ]           |
| 19 juin 2016      | Sébastien Chabal et Philippe Guillard                  | Vincent Clerc                                                                                  | 294 000                   | 1,3 %            | [ 28 ]           |
| 26 juin 2016      | Sébastien Chabal et Philippe Guillard                  | Laurent Travers, Laurent Labit, Ronan O'Gara, Henry Chavancy, Camille Chat et Wenceslas Lauret | -                         | -                | [réf. souhaitée] |

Légende :
- Les plus hauts chiffres d'audience
- Les plus bas chiffres d'audience

### Saison 2
| Date                       | Participants                            | Invité(s)                          | Audience moyenne          | Audience moyenne | Références |
| Date                       | Participants                            | Invité(s)                          | Nombre de téléspectateurs | PDM              | Références |
| -------------------------- | --------------------------------------- | ---------------------------------- | ------------------------- | ---------------- | ---------- |
| 28 août 2016 Partie 1      | Sébastien Chabal et Marc Lièvremont     | -                                  | 302 000                   | 2,8 %            | [ 29 ]     |
| 28 août 2016 Partie 2      | Sébastien Chabal et Marc Lièvremont     | -                                  | 328 000                   | 2,8 %            | [ 29 ]     |
| 4 septembre 2016 Partie 1  | Sébastien Chabal et Imanol Harinordoquy | -                                  | 308 000                   | 2,5 %            | [ 30 ]     |
| 4 septembre 2016 Partie 2  | Sébastien Chabal et Imanol Harinordoquy | -                                  | 317 000                   | 2,4 %            | [ 30 ]     |
| 11 septembre 2016 Partie 1 | Sébastien Chabal et Marc Lièvremont     | -                                  | 408 000                   | 3,7 %            | [ 31 ]     |
| 11 septembre 2016 Partie 2 | Sébastien Chabal et Marc Lièvremont     | -                                  | 492 000                   | 4,1 %            | [ 31 ]     |
| 18 septembre 2016 Partie 1 | Sébastien Chabal et Cédric Heymans      | -                                  | 472 000                   | 3,5 %            | [ 32 ]     |
| 18 septembre 2016 Partie 2 | Sébastien Chabal et Cédric Heymans      | -                                  | 415 000                   | 2,9 %            | [ 32 ]     |
| 9 octobre 2016             | Sébastien Chabal et Thomas Lombard      | -                                  | 594 000                   | 4,3 %            | [ 33 ]     |
| 19 février 2017            | Sébastien Chabal et Cédric Heymans      | -                                  | 509 000                   | 3 %              | [ 34 ]     |
| 19 mars 2017               | Sébastien Chabal et Thomas Lombard      | Pascal Papé et Alexandre Flanquart | 706 000                   | 4,1 %            | [ 35 ]     |

Légende :
- Les plus hauts chiffres d'audience
- Les plus bas chiffres d'audience

### Saison 3
| Date             | Participants                                        | Invité(s) | Audience moyenne          | Audience moyenne | Références |
| Date             | Participants                                        | Invité(s) | Nombre de téléspectateurs | PDM              | Références |
| ---------------- | --------------------------------------------------- | --------- | ------------------------- | ---------------- | ---------- |
| 31 décembre 2017 | Sébastien Chabal et Thomas Lombard                  | -         | 468 000                   | 2,9 %            | [ 36 ]     |
| 18 mars 2018     | Marc Lièvremont                                     | -         | 454 000                   | 2,6 %            | [ 37 ]     |
| 3 juin 2018      | Sébastien Chabal, Cédric Heymans et Marc Lièvremont | -         | 420 000                   | 1,9 %            | [ 38 ]     |

### Saison 4
| Date              | Participants                                          | Invité(s) | Audience moyenne          | Audience moyenne | Références        |
| Date              | Participants                                          | Invité(s) | Nombre de téléspectateurs | PDM              | Références        |
| ----------------- | ----------------------------------------------------- | --------- | ------------------------- | ---------------- | ----------------- |
| 16 septembre 2018 | Sébastien Chabal et Marc Lièvremont                   | -         | 470 000                   | 3,5 %            | [ 39 ]            |
| 3 juin 2019       | Sébastien Chabal, Cédric Heymans et Frédéric Michalak | -         | 174 000                   | 1,1 %            | [réf. nécessaire] |

### Saison 5
| Date               | Participants                                                                          | Invité(s)      | Audience moyenne          | Audience moyenne | Références |
| Date               | Participants                                                                          | Invité(s)      | Nombre de téléspectateurs | PDM              | Références |
| ------------------ | ------------------------------------------------------------------------------------- | -------------- | ------------------------- | ---------------- | ---------- |
| 25 août 2019       | Sébastien Chabal et Frédéric Michalak                                                 | -              | 325 000                   | 3,0 %            | [ 40 ]     |
| 1er septembre 2019 | Sébastien Chabal et Cédric Heymans                                                    | -              | 325 000                   | 3,0 %            | [ 41 ]     |
| 8 septembre 2019   | Sébastien Chabal et Marc Lièvremont                                                   | -              | 428 000                   | 3,1 %            | [ 42 ]     |
| 16 septembre 2019  | Sébastien Chabal et Frédéric Michalak                                                 | -              | 921 000                   | 5,0 %            | [ 43 ]     |
| 29 septembre 2019  | Sébastien Chabal et Cédric Heymans                                                    | -              | 321 000                   | 2,1 %            | [ 44 ]     |
| 6 octobre 2019     | Sébastien Chabal et Marc Lièvremont                                                   | -              | 321 000                   | 2,1 %            | [ 45 ]     |
| 13 octobre 2019    | Sébastien Chabal et Frédéric Michalak                                                 | -              | 429 000                   | 2,9 %            | [ 46 ]     |
| 20 octobre 2019    | Sébastien Chabal et Marc Lièvremont                                                   | -              | 562 000                   | 3,5 %            | [ 47 ]     |
| 16 février 2020    | Sébastien Chabal et Cédric Heymans                                                    | -              | 327 000                   | 2,0 %            | [ 48 ]     |
| 23 février 2020    | Sébastien Chabal et Thierry Dusautoir                                                 | -              | 363 000                   | 2,2 %            | [ 49 ]     |
| 1er mars 2020      | Sébastien Chabal et Marc Lièvremont                                                   | -              | 467 000                   | 2,8 %            | [ 50 ]     |
| 17 mai 2020        | Sébastien Chabal, Marc Lièvremont, Frédéric Michalak, Éric Bayle et Thierry Dusautoir | -              | 118 000                   | 0,7 %            | [ 51 ]     |
| 31 mai 2020        | Sébastien Chabal, Thierry Dusautoir et Éric Bayle                                     | Raphaël Ibañez | 132 000                   | 0,9 %            | [ 52 ]     |
| 14 juin 2020       | Sébastien Chabal, Marc Lièvremont, Thierry Dusautoir et Éric Bayle                    | -              | 158 000                   | 0,9 %            | [ 53 ]     |

Légende :
- Les plus hauts chiffres d'audience
- Les plus bas chiffres d'audience

### Saison 6
| Date                                                                 | Participants                                                                | Invité(s)       | Audience moyenne          | Audience moyenne | Références |
| Date                                                                 | Participants                                                                | Invité(s)       | Nombre de téléspectateurs | PDM              | Références |
| -------------------------------------------------------------------- | --------------------------------------------------------------------------- | --------------- | ------------------------- | ---------------- | ---------- |
| 6 septembre 2020                                                     | Sébastien Chabal, Guilhem Garrigues, Cédric Heymans et Frédéric Michalak    | -               | 455 000                   | 2,0 %            | [ 54 ]     |
| 13 septembre 2020                                                    | Sébastien Chabal, Guilhem Garrigues, Frédéric Michalak et Thierry Dusautoir | -               | 521 000                   | 2,4 %            | [ 55 ]     |
| 27 septembre 2020                                                    | Sébastien Chabal, Guilhem Garrigues, Thierry Dusautoir et Marc Lièvremont   | -               | 490 000                   | 2,0 %            | [ 56 ]     |
| 4 octobre 2020                                                       | Sébastien Chabal, Guilhem Garrigues, Cédric Heymans et Thierry Dusautoir    | -               | 463 000                   | 1,8 %            | [ 57 ]     |
| 11 octobre 2020                                                      | Sébastien Chabal, Guilhem Garrigues, Cédric Heymans et Frédéric Michalak    | -               | 344 000                   | 1,4 %            | [ 58 ]     |
| 18 octobre 2020                                                      | Sébastien Chabal, Guilhem Garrigues, Frédéric Michalak et Thierry Dusautoir | -               | 348 000                   | 1,4 %            | [ 59 ]     |
| 25 octobre 2020                                                      | Sébastien Chabal, Guilhem Garrigues, Frédéric Michalak et Thierry Dusautoir | -               | 366 000                   | 1,5 %            | [ 60 ]     |
| 1er novembre 2020                                                    | Sébastien Chabal, Guilhem Garrigues, Cédric Heymans et Frédéric Michalak    | -               | 473 000                   | 1,7 %            | [ 61 ]     |
| 8 novembre 2020                                                      | Sébastien Chabal, Guilhem Garrigues, Cédric Heymans et Frédéric Michalak    | -               | 337 000                   | 1,2 %            | [ 62 ]     |
| 15 novembre 2020                                                     | Sébastien Chabal, Guilhem Garrigues, Cédric Heymans et Frédéric Michalak    | -               | 360 000                   | 1,4 %            | [ 63 ]     |
| 22 novembre 2020                                                     | Sébastien Chabal, Guilhem Garrigues, Cédric Heymans et Thierry Dusautoir    | -               | 363 000                   | 1,4 %            | [ 64 ]     |
| 29 novembre 2020                                                     | Sébastien Chabal, Guilhem Garrigues, Frédéric Michalak et Thierry Dusautoir | -               | 518 000                   | 2,0 %            | [ 65 ]     |
| 6 décembre 2020                                                      | Sébastien Chabal, Guilhem Garrigues, Frédéric Michalak et Thierry Dusautoir | -               | 401 000                   | 1,5 %            | [ 66 ]     |
| 13 décembre 2020                                                     | Sébastien Chabal, Guilhem Garrigues et Thierry Dusautoir                    | Charles Ollivon | 368 000                   | 1,4 %            | [ 67 ]     |
| 10 janvier 2021                                                      | Sébastien Chabal, Guilhem Garrigues, Cédric Heymans et Thierry Dusautoir    | -               | 427 000                   | 1,7 %            | [ 68 ]     |
| 17 janvier 2021                                                      | Sébastien Chabal, Guilhem Garrigues, Cédric Heymans et Thierry Dusautoir    | -               | 418 000                   | 1,6 %            | [ 69 ]     |
| 24 janvier 2021                                                      | Sébastien Chabal, Guilhem Garrigues, Cédric Heymans et Thierry Dusautoir    | -               | 389 000                   | 1,5 %            | [ 70 ]     |
| 31 janvier 2021                                                      | Sébastien Chabal, Guilhem Garrigues, Cédric Heymans et Thierry Dusautoir    | -               | 290 000                   | 1,1 %            | [ 71 ]     |
| À partir du 13 février, l'émission est diffusée le samedi à 19 h 55. |                                                                             |                 |                           |                  |            |
| 13 février 2021                                                      | Guilhem Garrigues, Thierry Dusautoir et Marie-Alice Yahé                    | -               | 309 000                   | 1,2 %            | [ 72 ]     |
| 20 février 2021                                                      | Sébastien Chabal, Guilhem Garrigues, Cédric Heymans et Thierry Dusautoir    | -               | 251 000                   | 1,0 %            | [ 73 ]     |
| 27 février 2021                                                      | Sébastien Chabal, Guilhem Garrigues, Thierry Dusautoir et Marie-Alice Yahé  | -               | 359 000                   | 1,5 %            | [ 74 ]     |
| 6 mars 2021                                                          | Sébastien Chabal, Guilhem Garrigues et Cédric Heymans                       | -               | 334 000                   | 1,4 %            | [ 75 ]     |
| 27 mars 2021                                                         | Sébastien Chabal, Guilhem Garrigues, Cédric Heymans et Thierry Dusautoir    | Gaël Fickou     | 292 000                   | 1,2 %            | [ 76 ]     |
| 17 avril 2021                                                        | Sébastien Chabal, Guilhem Garrigues, Thierry Dusautoir et Marie-Alice Yahé  | -               | 359 000                   | 1,5 %            | [ 77 ]     |
| 24 avril 2021                                                        | Sébastien Chabal, Guilhem Garrigues, Cédric Heymans et Thierry Dusautoir    | -               | 398 000                   | 1,7 %            | [ 78 ]     |
| 8 mai 2021                                                           | Sébastien Chabal, Guilhem Garrigues, Thierry Dusautoir et Marie-Alice Yahé  | -               | 322 000                   | 1,5 %            | [ 79 ]     |
| 15 mai 2021                                                          | Sébastien Chabal, Guilhem Garrigues et Cédric Heymans                       | -               | 280 000                   | 1,2 %            | [ 80 ]     |
| 29 mai 2021                                                          | Sébastien Chabal, Guilhem Garrigues et Marie-Alice Yahé                     | -               | 323 000                   | 1,7 %            | [ 81 ]     |
| 5 juin 2021                                                          | Sébastien Chabal, Guilhem Garrigues, Frédéric Michalak et Marc Lièvremont   | -               | 395 000                   | 2,1 %            | [ 82 ]     |
| 12 juin 2021                                                         | Sébastien Chabal, Guilhem Garrigues, Frédéric Michalak et Thierry Dusautoir | -               | 216 000                   | 1,3 %            | [ 83 ]     |
| 19 juin 2021                                                         | Sébastien Chabal, Guilhem Garrigues, Frédéric Michalak et Thierry Dusautoir | -               | 341 000                   | 1,9 %            | [ 84 ]     |

Légende :
- Les plus hauts chiffres d'audience
- Les plus bas chiffres d'audience

### Saison 7
| Date                       | Participants                                                                | Invité(s)          | Audience moyenne          | Audience moyenne | Références |
| Date                       | Participants                                                                | Invité(s)          | Nombre de téléspectateurs | PDM              | Références |
| -------------------------- | --------------------------------------------------------------------------- | ------------------ | ------------------------- | ---------------- | ---------- |
| Samedi 4 septembre 2021    | Sébastien Chabal, Guilhem Garrigues, Cédric Heymans et Marc Lièvremont      | -                  | 370 000                   | 3,1 %            | [ 85 ]     |
| Dimanche 12 septembre 2021 | Sébastien Chabal, Guilhem Garrigues, Thierry Dusautoir                      | -                  | 473 000                   | 2,2 %            | [ 86 ]     |
| Dimanche 19 septembre 2021 | Sébastien Chabal, Guilhem Garrigues, Marie-Alice Yahé                       | -                  | 402 000                   | 1,8 %            | [ 87 ]     |
| Samedi 25 septembre 2021   | Sébastien Chabal, Guilhem Garrigues et Xavier Garbajosa                     | -                  | 172 000                   | 0,9 %            | [ 88 ]     |
| Dimanche 26 septembre 2021 | Thierry Dusautoir, Guilhem Garrigues et Marie-Alice Yahé                    | -                  | 415 000                   | 1,9 %            | [ 89 ]     |
| Samedi 2 octobre 2021      | Sébastien Chabal, Guilhem Garrigues et Marie-Alice Yahé                     | -                  | 190 000                   | 1,0 %            | [ 90 ]     |
| Dimanche 3 octobre 2021    | Sébastien Chabal, Guilhem Garrigues et Xavier Garbajosa                     | -                  | 369 000                   | 1,6 %            | [ 91 ]     |
| Samedi 9 octobre 2021      | Sébastien Chabal, Guilhem Garrigues et Cédric Heymans                       | -                  | 242 000                   | 1,3 %            | [ 92 ]     |
| Dimanche 10 octobre 2021   | Sébastien Chabal, Guilhem Garrigues et Marie-Alice Yahé                     | -                  | 265 000                   | 1,1 %            | [ 93 ]     |
| Samedi 16 octobre 2021     | Sébastien Chabal, Guilhem Garrigues et Xavier Garbajosa                     | -                  | 175 000                   | 0,9 %            | [ 94 ]     |
| Dimanche 17 octobre 2021   | Sébastien Chabal, Guilhem Garrigues et Marc Lièvremont                      | -                  | 448 000                   | 2,0 %            | [ 95 ]     |
| Samedi 23 octobre 2021     | Sébastien Chabal, Guilhem Garrigues et Xavier Garbajosa                     | -                  | 218 000                   | 1,2 %            | [ 96 ]     |
| Dimanche 24 octobre 2021   | Sébastien Chabal, Guilhem Garrigues et Marie-Alice Yahé                     | -                  | 406 000                   | 1,8 %            | [ 97 ]     |
| Samedi 30 octobre 2021     | Sébastien Chabal, Guilhem Garrigues et Thierry Dusautoir                    | -                  | 206 000                   | 1,1 %            | [ 98 ]     |
| Dimanche 31 octobre 2021   | Sébastien Chabal, Guilhem Garrigues et Xavier Garbajosa                     | -                  | 295 000                   | 1,5 %            | [ 99 ]     |
| Samedi 6 novembre 2021     | Sébastien Chabal, Guilhem Garrigues et Xavier Garbajosa                     | -                  | 219 000                   | 1,3 %            | [ 100 ]    |
| Dimanche 7 novembre 2021   | Sébastien Chabal, Guilhem Garrigues et Marie-Alice Yahé                     | -                  | 310 000                   | 1,3 %            | [ 101 ]    |
| Samedi 27 novembre 2021    | Sébastien Chabal, Guilhem Garrigues et Marc Lièvremont                      | -                  | 252 000                   | 1,3 %            | [ 102 ]    |
| Dimanche 28 novembre 2021  | Sébastien Chabal, Guilhem Garrigues et Thierry Dusautoir                    | -                  | 474 000                   | 2,0 %            | [ 103 ]    |
| Samedi 4 décembre 2021     | Sébastien Chabal, Guilhem Garrigues et Marc Lièvremont                      | -                  | 314 000                   | 1,6 %            | [ 104 ]    |
| Dimanche 2 janvier 2022    | Sébastien Chabal, Guilhem Garrigues, Xavier Garbajosa et Frédéric Michalak  | -                  | 285 000                   | 1,2 %            | [ 105 ]    |
| Samedi 8 janvier 2022      | Sébastien Chabal, Guilhem Garrigues et Thierry Dusautoir                    | -                  | 205 000                   | 1,0 %            | [ 106 ]    |
| Dimanche 9 janvier 2022    | Sébastien Chabal, Guilhem Garrigues et Frédéric Michalak                    | -                  | 285 000                   | 1,2 %            | [ 107 ]    |
| Samedi 29 janvier 2022     | Sébastien Chabal, Guilhem Garrigues et Thierry Dusautoir                    | -                  | 161 000                   | 0,8 %            | [ 108 ]    |
| Dimanche 30 janvier 2022   | Sébastien Chabal, Guilhem Garrigues et Xavier Garbajosa                     | -                  | 289 000                   | 1,2 %            | [ 109 ]    |
| Samedi 5 février 2022      | Sébastien Chabal, Guilhem Garrigues et Marc Lièvremont                      | -                  | 218 000                   | 1,1 %            | [ 110 ]    |
| Dimanche 6 février 2022    | Sébastien Chabal, Guilhem Garrigues et Thierry Dusautoir                    | -                  | 271 000                   | 1,2 %            | [ 111 ]    |
| Samedi 12 février 2022     | Sébastien Chabal, Guilhem Garrigues et Cédric Heymans                       | -                  | 331 000                   | 1,6 %            | [ 112 ]    |
| Samedi 19 février 2022     | Frédéric Michalak, Guilhem Garrigues et Cédric Heymans                      | -                  | 283 000                   | 1,4 %            | [ 113 ]    |
| Dimanche 20 février 2022   | Sébastien Chabal, Guilhem Garrigues et Xavier Garbajosa                     | -                  | 323 000                   | 1,4 %            | [ 114 ]    |
| Samedi 26 février 2022     | Frédéric Michalak, Guilhem Garrigues et Xavier Garbajosa                    | -                  | 257 000                   | 1,3 %            | [ 115 ]    |
| Dimanche 6 mars 2022       | Sébastien Chabal, Guilhem Garrigues et Marie-Alice Yahé                     | Mathieu Bastareaud | 275 000                   | 1,2 %            | [ 116 ]    |
| Samedi 12 mars 2022        | Sébastien Chabal, Guilhem Garrigues et Thierry Dusautoir                    | -                  | 267 000                   | 1,4 %            | [ 117 ]    |
| Dimanche 20 mars 2022      | Sébastien Chabal, Guilhem Garrigues et Marc Lièvremont                      | Laurent Labit      | 358 000                   | 1,5 %            | [ 118 ]    |
| Samedi 26 mars 2022        | Marie-Alice Yahé, Guilhem Garrigues et Frédéric Michalak                    | -                  | 234 000                   | 1,2 %            | [ 119 ]    |
| Samedi 2 avril 2022        | Thierry Dusautoir, Guilhem Garrigues et Cédric Heymans                      | -                  | 327 000                   | 1,6 %            | [ 120 ]    |
| Dimanche 3 avril 2022      | Sébastien Chabal, Guilhem Garrigues et Marie-Alice Yahé                     | -                  | 290 000                   | 1,3 %            | [ 121 ]    |
| Samedi 23 avril 2022       | Sébastien Chabal, Guilhem Garrigues et Thierry Dusautoir                    | -                  | 243 000                   | 1,2 %            | [ 122 ]    |
| Dimanche 24 avril 2022     | Frédéric Michalak, Guilhem Garrigues et Xavier Garbajosa                    | -                  | 434 000                   | 1,7 %            | [ 123 ]    |
| Samedi 30 avril 2022       | Sébastien Chabal, Guilhem Garrigues et Thierry Dusautoir                    | -                  | 229 000                   | 1,3 %            | [ 124 ]    |
| Dimanche 22 mai 2022       | Thierry Dusautoir, Guilhem Garrigues et Cédric Heymans                      | -                  | 340 000                   | 1,7 %            | [ 125 ]    |
| Dimanche 5 juin 2022       | Sébastien Chabal, Guilhem Garrigues, Cédric Heymans et Marc Lièvremont      | -                  | 378 000                   | 2,1 %            | [ 126 ]    |
| Samedi 11 juin 2022        | Sébastien Chabal, Guilhem Garrigues, Frédéric Michalak et Thierry Dusautoir | -                  | 295 000                   | 2,0 %            | [ 127 ]    |
| Samedi 18 juin 2022        | Sébastien Chabal, Guilhem Garrigues, Xavier Garbajosa et Thierry Dusautoir  | -                  | 381 000                   | 2,5 %            | [ 128 ]    |

### Saison 8
| Date                    | Participants                                          | Invité(s) | Audience moyenne          | Audience moyenne | Références |
| Date                    | Participants                                          | Invité(s) | Nombre de téléspectateurs | PDM              | Références |
| ----------------------- | ----------------------------------------------------- | --------- | ------------------------- | ---------------- | ---------- |
| Samedi 3 septembre 2022 | Sébastien Chabal, Guilhem Garrigues et Cédric Heymans | -         | 282 000                   | 1,7 %            | [ 129 ]    |

Légende :
- Les plus hauts chiffres d'audience
- Les plus bas chiffres d'audience